# Филипп V (король Франции)
Филипп V Длинный (фр. Philippe V le Long, 1293, Венсен — 3 января 1322, Аббатство Лошан) — король Франции с 1316 года, второй сын Филиппа IV Красивого.

## Биография

### Восхождение на трон
До вступления на престол носил титул графа Пуатье.
После скоропостижной смерти своего старшего брата Людовика X Сварливого Филипп объявил себя регентом королевства при его беременной вдове Клеменции Венгерской и родившемся новом короле Иоанне I Посмертном. Тогда Филипп стал одним из основоположников принятия Салического закона в части правил наследования престола, который был призван запретить женщинам наследовать корону Франции или передавать её через своих потомков. Этот шаг Филипп предпринял для того, чтобы самому сесть на трон, отстранив от него старшую дочь брата Жанну и младшую, если Клеменция разрешится от бремени девочкой, а также лишить будущее потомство Жанны возможности претендовать на корону, которую Филипп надеялся закрепить за своими наследниками. Но вдовствующая королева родила сына, который, впрочем, прожил всего пять дней. Смерть племянника оказалась настолько на руку Филиппу, что ходили слухи о его причастности к смерти короля-младенца. Наспех созванные Филиппом V Генеральные Штаты подтвердили ранее принятое Королевским советом решение отлучить женщин навсегда от наследования трона и признали Филиппа V королём Франции по закону.

### Правление
Вступление Филиппа V на французский престол было первым применением салического закона, ставшего позже поводом для начала Столетней войны.
Немедленно по вступлении на престол Филипп V прекратил доставшуюся ему в наследство войну с Фландрией, отстранил от управления королевством своего дядю Карла Валуа и всецело посвятил себя внутреннему управлению. Он был исполнен самых лучших намерений, искренне старался водворить порядок в администрации; в его короткое царствование было издано множество ордонансов, при помощи которых он пытался уладить внутренние неурядицы.
Царствование Филиппа V может рассматриваться как время подведения итогов всей деятельности Капетингов: то, что раньше не вошло в законодательство, теперь подверглось регламентации. Для осуществления этой работы Филипп V неоднократно созывал совещания всякого рода. Генеральные штаты, по-видимому, не пользовались его расположением; он охотнее созывал собрания более частного характера и особенно любил советоваться с представителями городов.
Этот король, удачно дополнивший постановления своих предшественников, потерпел неудачу в обеих задуманных им крупных реформах: он хотел вернуть королевской власти монетную регалию, утраченную ею в период феодальной смуты, и ввести однообразие в путанице мер и весов. Ни то, ни другое ему не удалось осуществить, во многом из-за недостатка времени. В начале августа 1321 года Филипп V заболел дизентерией, к которой прибавилась лихорадка. Болезнь короля затянулась на пять месяцев. Филипп умер в ночь со 2 на 3 января 1322 года. 
Применённый Филиппом V всего лишь за шесть лет до его собственной смерти салический закон сослужил королю недобрую службу: поскольку после его смерти у него остались только дочери, престол перешёл к его младшему брату Карлу IV, который во многом отказался от внутренней политики своего предшественника, передав реальную власть своему дяде Карлу Валуа.

## Семья и дети
Филипп V был женат (январь 1307 года) на Жанне Бургундской (1293—1330), дочери Оттона IV де Шалона, пфальцграфа Бургундского, и Матильды, графини Артуа, впоследствии графине Артуа и пфальцграфине Бургундской, от которой имел четырёх дочерей и сына, умершего в младенчестве:
- Жанна  (1308—1347), пфальцграфиня Бургундская, графиня Артуа, жена Эда IV, герцога Бургундии
- Маргарита I, графиня Артуа (1310—1382), пфальцграфиня Бургундская, графиня Артуа, жена Людовика I, графа Фландрии и Невера
- Изабелла (1312—1348), выдана замуж за дофина Вьеннского
- Бланка (1314—1358), удалилась в монастырь в Лоншан
- Филипп (1316—1317)

Жан-Шарль Волкманн сообщает также о сыне Филиппе (-1313-) и дочери (-1322-).

## Филипп V в популярной культуре
Филипп V является одним из героев цикла исторических романов «Проклятые короли» французского писателя Мориса Дрюона.

### Кинематограф
- Жозе-Мария Флота в мини-сериале «Проклятые короли» (1972)
- Эрик Рюф в мини-сериале «Проклятые короли» (2005)